# Veľký Krtíš
Veľký Krtíš (în maghiară Nagykürtös) este un oraș din Slovacia. Localitatea se află la altitudinea de 200 m deasupra n.m., se întinde pe o suprafață de 15,03 km2 și în 2017 număra 12115 de locuitori.

## Istoric
Localitatea Veľký Krtíš este atestată documentar din 1245.

## Demografie
| An:                | 1994   | 2004   | 2014    | 2024    |
| ------------------ | ------ | ------ | ------- | ------- |
| Număr de persoane: | 14.160 | 13.932 | 12.424  | 10.274  |
| Diferență:         |        | −1,61% | −10,82% | −17,30% |

| An:                | 2023   | 2024   |
| ------------------ | ------ | ------ |
| Număr de persoane: | 10.457 | 10.274 |
| Diferență:         |        | −1,75% |